# Frit Oplysningsforbund
Frit Oplysningsforbund (FO) var ett landstäckande upplysningsförbund i Danmark. Förbundet upprättades 1952 av det socialliberala partiet Det Radikale Venstre med målet att erbjuda aftonskoleundervisning för att stärka den mellanfolkliga förståelsen. Verksamheten utökades på försök 1958 och kunde då erbjuda undervisning för vuxna i enskilda ämnen från den danska folkskolans senare årskurser. Från och med 1968 erbjöds även undervisning i s.k. HF-ämnen (HF: Højere forberedelseseksamen), vilket skedde i samarbete med övriga upplysningsförbund i Danmark och gick under namnet Oplysningsforbundenes Forberedelseskursus. 1978 övertogs denna del av verksamheten av amterna.
Sedan 2004 har FO varit en del av upplysningsnätverket NETOP.